# Monticello
För andra betydelser, se Monticello (olika betydelser).
Monticello (uttal:Montitchello) är ett museum nära Charlottesville i Virginia, USA. Det var privatbostad för Thomas Jefferson, USA:s tredje president. Jefferson ritade själv herrgården som numera är ett museum, som tillsammans med trädgårdar och plantage är ett populärt turistmål. Herrgården är sedan 1987 upptagen på Unescos lista över världsarv tillsammans med University of Virginia.